# إيملي نيوتن دان
إيملي نيوتن دان (بالإنجليزية: Emily Newton Dunn)‏ هي مقدمة تلفزيونية بريطانية، ولدت في 1972.